# Клоков В'ячеслав Михайлович
В'ячесла́в Миха́йлович Кло́ков (19 лютого 1928, Харків — 16 квітня 2007, Київ) — український скульптор, заслужений діяч мистецтв УРСР з 1968 року. Чоловік скульпторки Лілії Гордієнко, батько художниці Оксани Клокової.

## Життєпис
В 1947—53 навчався в Київському художньому інституті.
Серед робіт:
- «Перед стартом» — 1953,
- барельєфи «Виноградарство», «Садівництво», «Овочівництво» для павільйону Виставки передового досвіду в народному господарстві УРСР (1955; у співавторстві з Лілією Гордієнко, Олександрою Плесовською)[2];
- «Ланкова» — 1957,
- «Біля струмка» — 1962,
- «Сурмач» −1965-66,
- «Усть-Ілім» — 1967,
- «Феодосійський десант» — 1970, у співавторстві з М. Рапаєм,
- «Гімнастка» — 1971,
- «Дівчинка з риссю» — 1974,
- «Ранок» — 1975,
- пам'ятник Ярославні в Путивлі — 1983, разом з С. М. Миргородським,
- «Орфей» — 1986,
- «Ян і Наталка» — 1989,
- «Італійське капричіо» — 1990,
- «Мавка» — 1994,
- «Хлопець на коні» — 1995;
- відновлення скульптур «Аполлон», «Діана», «Дівчина з розбитим глеком» в парку «Олександрія» (Біла Церква, 1990—1991).

Створив портрети митців:
- О. Захарчука — 1985,
- М. Рапая — 1987,
- А. Лимарєва — 1990—1991,
- С. Адамовича — 1993—1994.

Твори експонувалися на:

Пам'ятник Ярославні в Путивлі

- Міжнародній виставці творів молодих художників у Відні 1959,
- Всесвітній виставці у Брюсселі того ж року,
- Міжнародній виставці творів молодих художників у Парижі 1963,
- Бієнале у Венеції 1966,
- виставці радянського мистецтва в Лос-Анджелесі 1976,
- Всеукраїнському трієнале скульптури у Києві 1999 року, перша премія.

Його роботи зберігаються в Національному художньому музеї України, Державній Третьяковській галереї, приватних колекціях.